# Bâtiment du fonds de pension de la cimenterie de Beočin
Le bâtiment du fonds de pension de la cimenterie de Beočin (en serbe cyrillique : Зграда Пензионог фонда Беочинске фабрике цемента ; en serbe latin : Zgrada Penzionog fonda Beočinske fabrike cementa) est situé à Belgrade, la capitale de la Serbie, dans la municipalité urbaine de Stari grad. Construit en 1934, il est inscrit sur la liste des biens culturels de la ville de Belgrade.

## Présentation
Le bâtiment du fonds de pension, situé 10 Bulevar despota Stefana et 21 rue Braće Jugovića, est un immeuble résidentiel construit en 1934 dans un style moderne, d'après des plans de l'architecte Dragiša Brašovan. La partie angulaire de l'édifice, accentuée par rapport aux autres parties plus basses, est rythmée par des balcons. Le rez-de-chaussée et l'étage supérieur de la façade principale sont légèrement en retrait. L'ensemble est couronné par un toit en terrasse. L'attique est orné de fenêtres rondes. Le bâtiment se caractérise par son aspect monumental et sa composition équilibrée et constitue une œuvre exemplaire de l'architecture de Brašovan et se présente comme un modèle pour les blocs résidentiels modernes de la capitale serbe.